# سريتن داميانوفيتش
سريتن دامايانوفيتش (بالصربية: Сретен Дамјановић) هو مصارع صربي في المصارعة اليونانية الرومانية ولد في يوم 10 أكتوبر 1946 في مدينة بلغراد. أبرز انجازاته هو فوزها بثلاثة ميداليات منها ميدالية ذهبية وميداليتين فضيتين، كما فاز بثلاثة ميداليات في بطولة أوروبا وميداليتين في دورة ألعاب البحر المتوسط.